# Гексапразеодимтрикозамарганец
Гексапразеодимтрикозамарганец — бинарное неорганическое соединение
празеодима и марганца
с формулой Mn23Pr6,
кристаллы.

## Получение
- Сплавление стехиометрических количеств чистых веществ:

{\displaystyle {\mathsf {6Pr+23Mn\ {\xrightarrow {790^{o}C}}\ Mn_{23}Pr_{6}}}}

## Физические свойства
Гексапразеодимтрикозамарганец образует кристаллы
кубической сингонии,
пространственная группа F m3m,
параметры ячейки a = 1,275 нм, Z = 4,
структура типа гексаторийтрикозамарганец Mn23Th6
.
Соединение образуется по перитектической реакции при температуре 790°C
и распадается при температуре ниже 650°C.